# Солоний (зупинний пункт)
Соло́ний — пасажирська зупинна залізнична платформа Лиманської дирекції Донецької залізниці на лінії Рутченкове — Покровськ.
Розташована поблизу с. Жовте, Покровський район, Донецької області між станціями Селидівка (8 км) та Чунишине (8 км).
Через військову агресію Росії на сході України транспортне сполучення припинене.

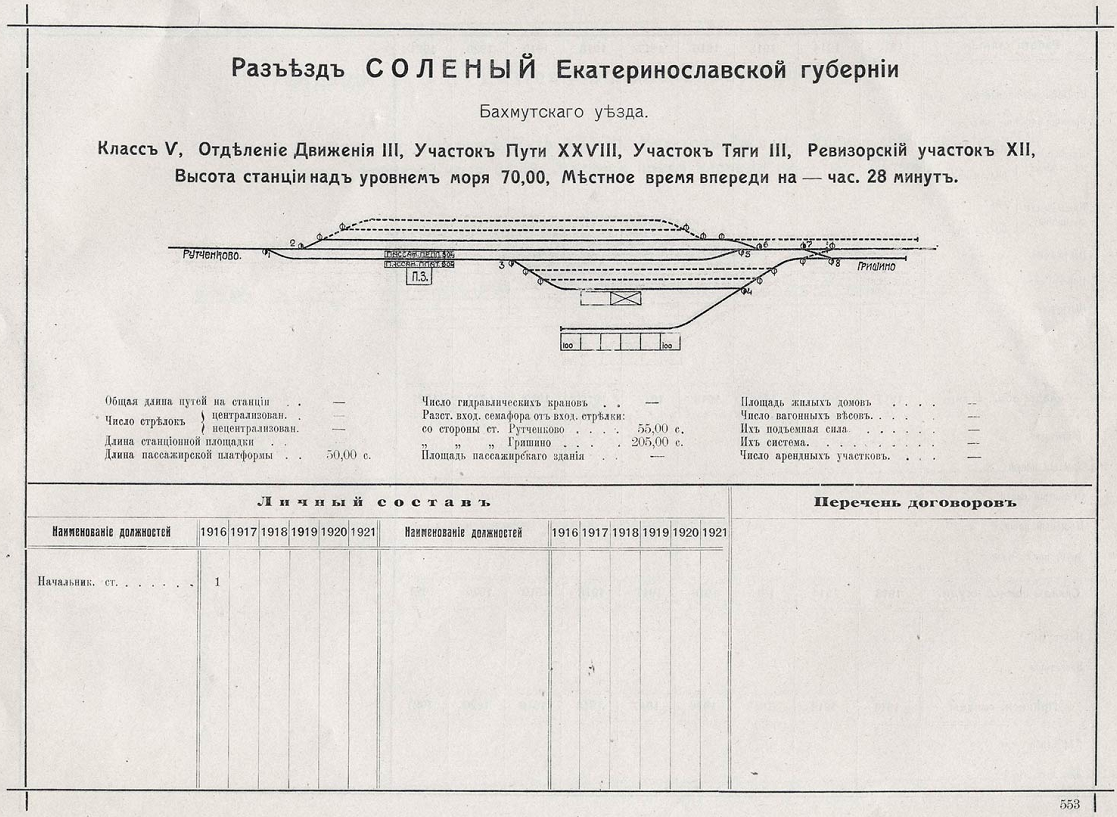
Колійний розвиток роз'їзду Солоний в 1917 році

## Історія
Див. також: Рудниково-Лозівська залізниця. 
Зупинка приміських потягів Солоний була відкрита як залізничний роз'їзд разом із будівництвом дільниці Гришине — Селидівка, — у грудні 1915 року. У 1917 році по роз'їзді зупинявся пасажирський потяг № 22/21 у сполученні Гришине — Рутченкове із вагонами II—IV класу. Колійний розвиток роз'їзду у 1917 році складався із 6 станційних колій (з них — 2 тупики). Серед споруджень: пасажирська будівля, 2 пасажирські платформи, пакгауз, орендні ділянки під склади вантажів. У найближчому майбутньому передбачалося укладання ще 5 станційних колій (з них 1 тупик) і спорудження відкритої товарної платформи.
Даних про будь-яку вантажну роботу роз'їзду (в 40-х роках ХХ століття — станції) Солоний не знайдено. Долина річки Солона, де було відкрито однойменний роз'їзд, вважалася вугленосною з 80-х років XIX століття, але станом на 1915 рік ані діючих шахт в даному районі, ані прямої необхідності в додатковому роз'їзді на перегоні Гришине — Селидівка, не було. Серед причин, які призвели до відкриття роз'їзду, краєзнавці села Жовте вказують на примху місцевого поміщика — С. В. Бахірева, який безплатно поступився землею на залізницю взамін на гарантії відкриття поблизу його маєтку роздільного пункту. І вже після відкриття роз'їзду, в тупику останнього знаходився власний вагон С. В. Бахірева для поїздок в Гришине і Юзівку, а по Гришиному розміщувався ще один поміщицький вагон — для більш далеких мандрівок.
Перекази, які дійшли до нас через декілька поколінь, непрямим чином відображаються в документах дореволюційної епохи. В роки будівництва лінії Рутченкове — Гришине — Добропілля і відповідних «живильних» колій, в управлінні Катерининської залізниці існував окремий підрозділ, який поділяв трасу новобудови на 4 дистанції. Посаду начальника 3-ї дистанції, тобто будівництва ділянки Гришине — Селидівка, до 1917 року був інженер М. С. Новіков, який під час будівництва проживав у маєтку С. В. Бахірева.
Щодо питання відсутності необхідності роз'їзду Солоний як вугленавантажувальної станції — воно є дискусійним, оскільки станом на 1923-24 рік в Гришинському вугленосному районі вказано діючу шахту Бахірева. Втім, чи з ініціативи С. В. Бахірева було відкрито роз'їзд Солоний, чи в цьому існувала реальна необхідність, — мешканці села Жовте після революції 1917—1921 років продовжували користуватися цією зупинкою пасажирських потягів щонайменше з 1930 року до літа 2014 року.
Див. також: прослідуємо з.п. Солоний на дизель-потязі, 2013 рік.